# 考卡大学
考卡大学（西班牙语：Universidad del Cauca）是位于哥伦比亚波帕扬的一所公立大学，由哥伦比亚副总统弗朗西斯科·德保拉·桑坦德尔·伊·奥马尼亚批准创立于1827年4月24日，同年11月11日建校。是哥伦比亚历史最悠久的大学。1964年，据哥伦比亚第64号法令成为国立大学。它目前有43个本科专业和48个研究生专业，其中包括14个硕士学位和5个博士学位。